# حاملة طائرات

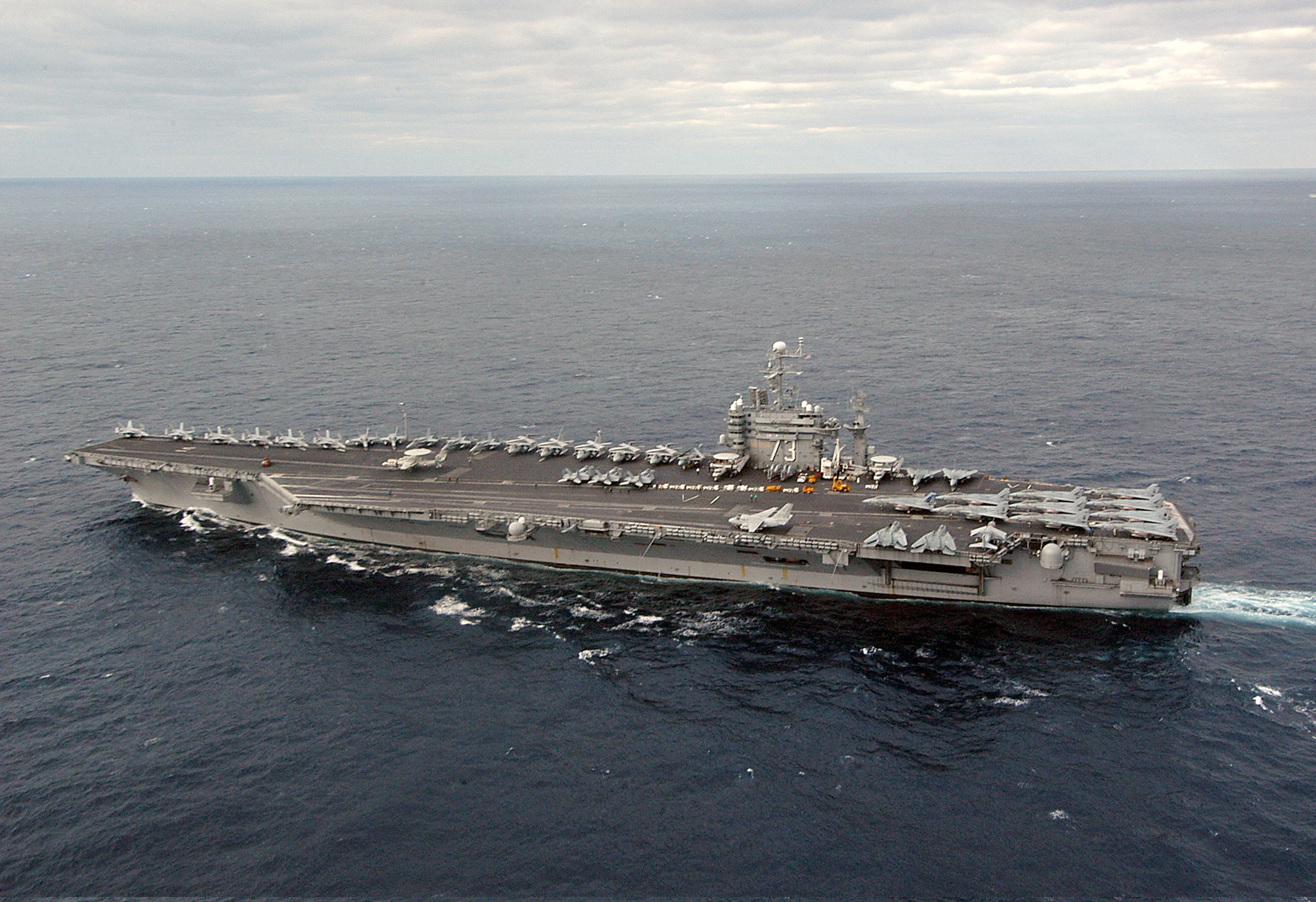
حاملة الطائرات الأمريكية

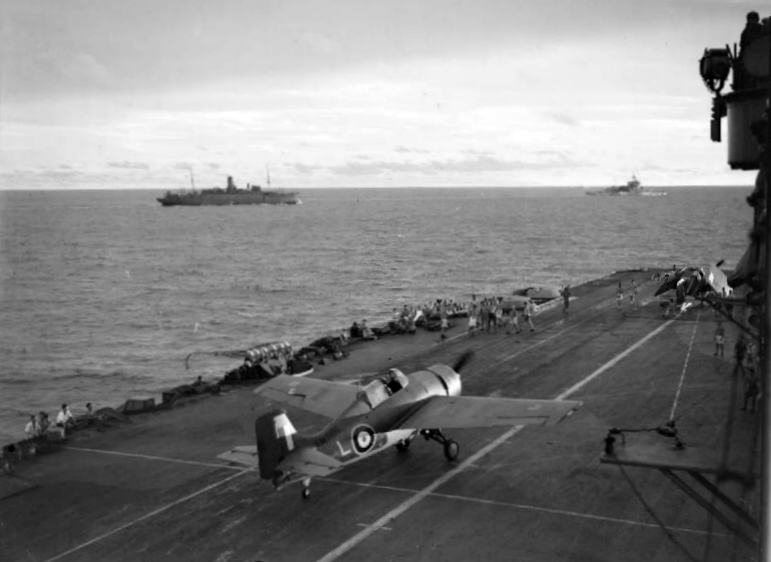
إحدى حاملات الطائرات في عملية مدغشقر, أبريل 1942 م.

حاملة الطائرات هي سفينة حربية صممت لكي تمثل قاعدة بحرية جوية في البحار والمحيطات، ويمكنها أن تنشر الطائرات وتستعيدها على متن السفينة. تسمح هذه الأنواع من السفن بإقامة قواعد في البحر دون الاعتماد على القواعد المحلية وبذلك تصبح مسافة سلاح الجو أكبر من أن تبقى على اليابسة. تستطيع حاملات الطائرات على حمل معظم أنواع الطائرات منها العامودية والنفاثة والطائرات الحربية. تم استعمال حاملات الطائرات في الحرب العالمية الثانية وتم الاعتماد عليها بشكل واسع في تلك الحرب وكان منها الباخرة الأمريكيةِ بارنز، ويمكن لحاملة الطائرات الواحدة أن تحمل قرابة المائة طائرة حربية، ويتم إطلاق الطائرات من على ظهر السفينة باستخدام آلة تسمى المجنقة وعندما تهبط على سطح السفينة يتم إيقافها على الفور بشدها بأسلاك تسمى كبح السرعة.

## التاريخ

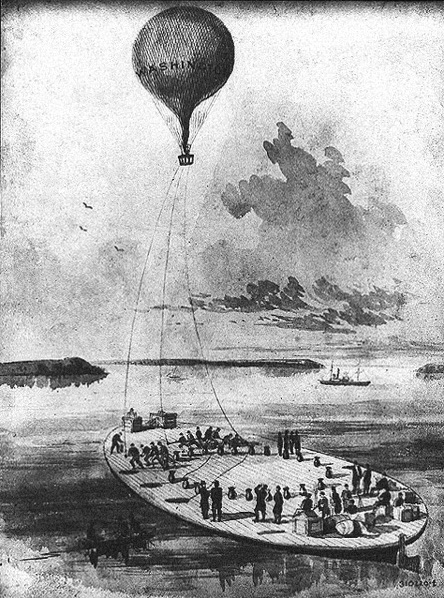
منطاد جيش الاتحاد في واشنطن.

يعد المنطاد الحامل للطائرات أول حاملة طائرات معبئة بالجنود، وتم إستخدام هذا النوع من حاملات الطائرات أوائل القرن العشرين بشكل أساسي لأغراض استطلاعية.

### الأصول
ظهور الطائرة عام 1903 على يد الأخوان رايت " تم اقلاع أول رحلة في كيتي هوك، كارولينا الشمالية، وقد تابعت عن كثب يوم 14 نوفمبر عام 1910، من قبل يوجين بيرتون اعل الصورة الأولى التجريبية الإقلاع من كيرتس بوشر طائرة من على ظهر سفينة تابعة للبحرية الأمريكية، طراد يو أس أس برمنغهام راسية قبالة قاعدة نورفولك البحرية في فيرجينيا. بعد شهرين، في 18 يناير 1911، هبط إيلي بطائرته كيرتس بوشر على منصة على الطراد المدرع يو أس أس  بنسلفانيا الراسية في خليج سان فرانسيسكو. في 9 مايو 1912، تم صنع أول طائرة تقلع من سفينة جارية من سطح السفينة الحربية المدرعة التابعة للبحرية الملكية ايش أم أس هيبيرنيا.  جاءت بعد ذلك سفن دعم الطائرات المائية مع فودري الفرنسية عام 1911.
في وقت مبكر من الحرب العالمية الأولى، نفذت سفينة واكاميا التابعة للبحرية الإمبراطورية اليابانية أول غارة جوية ناجحة على متن سفينة في العالم:  في 6 سبتمبر 1914، هاجمت طائرة فرمان التي أطلقتها واكاميا الطراد النمساوي المجري إس إم إس  كايزرين إليزابيث ووالإمبراطورية الألمانية زورق حربي جاكوار في خليج كياشاو قبالة تسينجتاو. لم يصب أي منهما.  في 2 أغسطس، الهجوم الأول باستخدام طوربيد يتم إطلاقه من الجو، من طائرة مائية قصيرة من النوع 184 يقودها قائد الرحلة تشارلز إتش كيه إدموندز من حاملة الطائرات المائية إتش إم إس  بن ماي كري. أول غارة جوية تطلق الناقل كانت غارة تونديرن في يوليو 1918. سبعة سوبويث كاميل أطلقت من طراد حربي المحولة سفينتى  غاضب التالفة القاعدة الجوية الألمانية في توندر، ألمانيا (العصر الحديث توندر، الدنمارك) ودمرت اثنين من المناطيد منطاد.  أنتج تطوير السفن المسطحة أولى سفن الأسطول الكبيرة. في عام 1918، أصبحت ايش أم أس أرجوس أول حاملة طائرات في العالم قادرة على إطلاق واستعادة الطائرات البحرية.
نتيجة لاتفاقية واشنطن البحرية لعام 1922، التي حدت من بناء سفن قتالية جديدة ثقيلة السطح، كانت معظم حاملات الطائرات المبكرة عبارة عن تحويلات للسفن التي تم وضعها (أو خدمت) كأنواع مختلفة من السفن: سفن الشحن والطرادات وطرادات القتال، أو البوارج. أدت هذه التحويلات إلى ظهور حاملات الطائرات الأمريكية من فئة لوكسينجتون (1927)، اليابانية اكاجي و كاجا، والطبقة البريطانية كوراجوس كلاس. كان تطور الحاملات المتخصصة على قدم وساق، حيث طلبت العديد من القوات البحرية وبناء السفن الحربية التي تم تصميمها بشكل هادف لتعمل كحاملات طائرات بحلول منتصف عشرينيات القرن الماضي. أدى ذلك إلى تكليف سفن مثل هوش اليابانية (1922)،  ايش أم أس هيرمز (1924، على الرغم من وضعها في عام 1918 قبل هوشو)، و بيرن (1927).خلال الحرب العالمية الثانية، أصبحت هذه السفن معروفة باسم ناقلات الأسطول.

### الحرب العالمية الثانية
غيرت حاملة الطائرات مجرى الحرب البحرية بشكل كبير في الحرب العالمية الثانية، لأن القوة الجوية أصبحت عاملاً مهمًا في الحرب. كان ظهور الطائرات كأسلحة محورية مدفوعًا بالنطاق المتفوق والمرونة والفعالية للطائرات التي تطلقها حاملة الطائرات. كان لديهم مدى ودقة أكبر من البنادق البحرية، مما يجعلها فعالة للغاية. تم إثبات براعة الناقل في نوفمبر 1940، عندما شنت ايش أم أس إللوستريوس ضربة بعيدة المدى على الأسطول الإيطالي في قاعدتها في تارانتو، مما يشير إلى بداية ضربات الطائرات الفعالة والمتنقلة للغاية. أدت هذه العملية في ميناء المياه الضحلة إلى إعاقة ثلاثة من البوارج الست الراسية بتكلفة قاذفتين طوربيدتين.
اشتملت الحرب العالمية الثانية في المحيط الهادئ على اشتباكات بين أساطيل حاملات الطائرات. كان الهجوم الياباني المفاجئ على الأسطول الأمريكي في المحيط الهادئ في قواعد بيرل هاربور البحرية والجوية يوم الأحد، 7 ديسمبر 1941، توضيحًا واضحًا لقدرة إسقاط القوة التي توفرها قوة كبيرة من حاملات الطائرات الحديثة. تحول تركيز ست حاملات في وحدة واحدة إلى تاريخ بحري، حيث لم تقدم أي دولة أخرى أي شيء مماثل. تم إظهار المزيد من التنوع خلال «دوليتل ريد»، في 18 أبريل 1942، عندما أبحرت حاملة البحرية الأمريكية يو إس إس  هورنت إلى مسافة 650 ميلًا بحريًا (1200 كم) من اليابان وأطلقت 16 قاذفة من طراز B-25 من سطح السفينة في ضربة انتقامية على السفينة. البر الرئيسي، بما في ذلك العاصمة طوكيو. ومع ذلك، فإن ضعف حاملات الطائرات مقارنة بالبوارج التقليدية عندما أُجبرت على الدخول في مواجهة مدى البندقية تم توضيحه بسرعة من خلال غرق ايش أم أس جلوريوس بواسطة البوارج الألمانية خلال الحملة النرويجية في عام 1940.
أجبرت هذه الأهمية الجديدة للطيران البحري الدول على إنشاء عدد من الناقلات، في محاولة لتوفير غطاء التفوق الجوي لكل أسطول كبير من أجل درء طائرات العدو. أدى هذا الاستخدام المكثف إلى تطوير وبناء ناقلات «خفيفة». كانت حاملات الطائرات المرافقة، مثل يو أس أس بوج، مبنية لهذا الغرض في بعض الأحيان ولكن تم تحويل معظمها من السفن التجارية كتدبير مؤقت لتوفير دعم جوي مضاد للغواصات للقوافل والغزوات البرمائية. باتباع هذا المفهوم، تمثل حاملات الطائرات الخفيفة التي بنتها الولايات المتحدة، مثل يو أس أس الاستقلال، نسخة أكبر وأكثر «عسكرة» من حاملة الطائرات المرافقة.على الرغم من وجود تكملة مماثلة لشركات النقل المرافقة، إلا أنها كانت تتمتع بميزة السرعة من هياكل الطراد المحولة. تم تصميم حامل الأسطول الخفيف في المملكة المتحدة 1942 للبناء بسرعة من قبل أحواض بناء السفن المدنية وبعمر خدمة متوقع يبلغ حوالي 3 سنوات.  خدموا البحرية الملكية خلال الحرب، وتم اختيار تصميم الهيكل لجميع حاملة الطائرات تقريبًا بعد الحرب، حتى الثمانينيات. دفعت حالات الطوارئ أيضًا إلى إنشاء أو تحويل حاملات طائرات غير تقليدية للغاية. كانت سفن سي أي أم عبارة عن سفن تجارية تحمل البضائع يمكنها إطلاق (ولكن ليس استرداد) طائرة مقاتلة واحدة من المنجنيق للدفاع عن القافلة من الطائرات الألمانية البرية بعيدة المدى.

### حقبة ما بعد الحرب
قبل الحرب العالمية الثانية، حددت المعاهدات البحرية الدولية لعام 1922 و 1930 و 1936 حجم السفن الرأسمالية بما في ذلك الناقلات. منذ الحرب العالمية الثانية، ازداد حجم تصميمات حاملات الطائرات لاستيعاب الزيادة المطردة في حجم الطائرات. فئة نيميتز الكبيرة والحديثة من حاملات الطائرات يو أس أن لديها إزاحة تقارب أربعة أضعاف إزاحة يو أس أس انتربريز في حقبة الحرب العالمية الثانية، ومع ذلك فإن تكملة طائراتها هي نفسها تقريبًا، نتيجة للزيادة المطردة في حجم ووزن الطائرات العسكرية الفردية فوق السنوات. حاملات الطائرات اليوم باهظة الثمن لدرجة أن بعض الدول التي تشغلها تخاطر بتأثير اقتصادي وعسكري كبير إذا فقدت حاملة الطائرات.
تم إجراء بعض التغييرات بعد عام 1945 في شركات النقل:
- على سطح الطيران الزاوية اخترعها الكابتن (لاحقا الاميرال) دنيس كامبيل من البحرية الملكية، كما تتطلب طائرات الطيران بحرية السرعات العالية أن يتم تعديل ناقلات ل«صالح» احتياجاتهم.  بالإضافة إلى ذلك، يسمح سطح الطيران بزاوية بإطلاق واستعادة متزامنين.
- تم زيادة حجم تصميمات حاملات الطائرات لاستيعاب الزيادة المستمرة في حجم الطائرات. شهدت الخمسينيات من القرن الماضي قيام البحرية الأمريكية بتكليف «الناقلات الخارقة»، المصممة لتشغيل الطائرات البحرية، والتي قدمت أداءً أفضل على حساب الحجم الأكبر وطالبت بحمل المزيد من الذخائر على متنها (الوقود، قطع الغيار، الإلكترونيات، إلخ).
- الزيادة في الحجم والمتطلبات للقدرة على أكثر من 30 عقدة وأن تكون في البحر لفترات طويلة تعني أن المفاعلات النووية تستخدم الآن من قبل حاملات الطائرات لتوليد البخار المستخدم لإنتاج الطاقة للدفع، والطاقة الكهربائية، وقذف الطائرات في حاملات الطائرات، وعدد قليل من الاستخدامات الثانوية.

القوات البحرية الحديثة التي تعمل هذه حاملات الطائرات تعاملهم مثل سفن رئيسية للأسطول، وهو الدور الذي عقد سابقا من قبل الإبحار جاليون وفرقاطات وسفن للالخط والبخار لاحق أو المازوت حربية. حدث هذا التغيير خلال الحرب العالمية الثانية ردًا على أن القوة الجوية أصبحت عاملاً مهمًا في الحرب، مدفوعًا بالنطاق المتفوق والمرونة والفعالية للطائرات التي تطلقها حاملة الطائرات. بعد الحرب، استمرت عمليات الناقل في الزيادة من حيث الحجم والأهمية، إلى جانب زيادة تصميمات الناقلات أيضًا في الحجم والقدرة. بعض هذه الناقلات الأكبر حجمًا، التي يطلق عليها الإعلام اسم «الناقلات الفائقة»، تزيح 75000 طن أو أكثر، وقد أصبحت ذروة تطوير الناقل. يتم تشغيل بعضها بواسطة مفاعلات نووية وتشكل جوهر أسطول مصمم للعمل بعيدًا عن المنزل. تخدم السفن الهجومية البرمائية، مثل فئتي واسب و ميسترال، لغرض حمل وإنزال مشاة البحرية، وتشغيل مجموعة كبيرة من طائرات الهليكوبتر لهذا الغرض. تُعرف أيضًا باسم «ناقلات الكوماندوز»  أو «حاملات طائرات الهليكوبتر»، ولدى العديد منها القدرة على تشغيل طائرات في أس تي أو أل.
الدور المهدد لحاملات الطائرات له مكان في الحرب الحديثة غير المتكافئة، مثل دبلوماسية الزوارق الحربية في الماضي.  شركات الطيران أيضًا على تسهيل الإسقاطات السريعة والدقيقة للقوة العسكرية الساحقة في مثل هذه النزاعات المحلية والإقليمية.
نظرًا لافتقارها إلى القوة النارية للسفن الحربية الأخرى، فإن الناقلات بحد ذاتها تعتبر عرضة للهجوم من قبل السفن أو الطائرات أو الغواصات أو الصواريخ الأخرى. لذلك، ترافق حاملة الطائرات بشكل عام عدد من السفن الأخرى لتوفير الحماية للناقل غير العملي نسبيًا، ولحمل الإمدادات وأداء خدمات الدعم الأخرى، ولتوفير قدرات هجومية إضافية. غالبًا ما يطلق على مجموعة السفن الناتجة مجموعة قتالية أو مجموعة حاملات الطائرات أو مجموعة حاملة الطائرات القتالية أو مجموعة حاملة الطائرات الهجومية.
هناك رأي بين بعض النقاد العسكريين أن أنظمة الأسلحة الحديثة المضادة للسفن، مثل الطوربيدات والصواريخ، أو حتى الصواريخ الباليستية ذات الرؤوس الحربية النووية جعلت حاملات الطائرات ومجموعات الناقلات عرضة للقتال الحديث.
يمكن أن تكون شركات النقل أيضًا عرضة للغواصات التي تعمل بالديزل والكهرباء مثل الألمانية U24 من فئة 206 التقليدية التي أطلقت في عام 2001 على انتربريز أثناء تمرينJTFEX 01-2 في البحر الكاريبي بإطلاق مشاعل والتقاط صورة من خلال المنظار  أو جوتلاند السويدية التي أدارت نفس العمل الفذ في عام 2006 خلال جي تي أف إي اكس JTFEX) 06-2) من خلال اختراق الإجراءات الدفاعية لمجموعة حاملات الطائرات القتالية 7 التي كانت تحمي يو أس أس رونالد ريغان.

بعض أنواع حاملات الطائرات

## أنواع الناقلات

### الملامح العامة
- تعتبر السرعة من الأصول المهمة لحاملات الطائرات، حيث يجب نشرها في أي مكان في العالم بسرعة، ويجب أن تكون سريعة بما يكفي لتفادي الاكتشاف والاستهداف من قبل قوات العدو. لتجنب الغواصات النووية، يجب أن تكون أسرع من 30 عقدة.
- تعتبر حاملات الطائرات من بين أكبر السفن الحربية، حيث يلزم وجود مساحة كبيرة على سطح السفينة.
- يجب أن تكون حاملة الطائرات قادرة على أداء مجموعات مهام متنوعة بشكل متزايد. الدبلوماسية، وإسقاط القوة، وقوة الاستجابة السريعة للأزمات، والهجوم البري من البحر، والقاعدة البحرية لطائرات الهليكوبتر وقوات الهجوم البرمائية، والحرب المضادة للأرض (ASUW)، والدفاع الجوي المضاد (DCA)، والإغاثة الإنسانية في حالات الكوارث (HADR). من المهام التي يتوقع أن تنجزها حاملة الطائرات. تقليديا، من المفترض أن تكون حاملة الطائرات سفينة واحدة يمكنها على الأقل أداء مهام إسقاط الطاقة والتحكم في البحر.
- يجب أن تكون حاملة الطائرات قادرة على تشغيل مجموعة قتالية جوية بكفاءة. هذا يعني أنه يجب عليها التعامل مع الطائرات ذات الأجنحة الثابتة وكذلك المروحيات. يشمل ذلك السفن المصممة لدعم عمليات الطائرات النفاثة قصيرة الإقلاع / الهبوط العمودي (STOVL).

### أنواع أساسية
- سفينة هجوم برمائية
- حاملة طائرات لحرب مضادة للغواصات
- حاملة البالون والمناقصات
- مرافقة للكاريير
- حاملة طائرات في الأسطول
- طراد سطح الطائرة
- حاملة طائرات الهليكوبتر
- حاملة طائرات خفيفة
- سفينة مراقبة البحر
- مناقصة الطائرات المائية وحاملات الطائرات المائية
- طراد الطائرات

(ملاحظة: بعض الأنواع المذكورة هنا لم يتم تعريفها بدقة على أنها حاملات طائرات من قبل بعض المصادر.)

### حسب الدور
حاملة أسطول المقصود للعمل مع أسطول الرئيسي وعادة ما يوفر قدرات هجومية. هذه هي أكبر ناقلات قادرة على سرعات عالية. بالمقارنة، تم تطوير حاملات المرافقة لتوفير الدفاع لقوافل السفن. كانت أصغر وأبطأ مع عدد أقل من الطائرات المحمولة. تم بناء معظمها من هياكل تجارية أو، في حالة حاملات الطائرات التجارية، كانت سفن شحن سائبة مع سطح طيران مضاف فوقها. كانت حاملات الطائرات الخفيفة سريعة بما يكفي للعمل مع الأسطول الرئيسي ولكن بحجم أصغر مع قدرة طيران منخفضة.
أطلق على حاملة الطائرات السوفيتية الأدميرال كوسنيتسوف اسم طراد ثقيل يحمل طائرات. كان هذا في الأساس بنية قانونية لتجنب قيود اتفاقية مونترو التي تمنع «حاملات الطائرات» من عبور المضائق التركية بين قواعد الاتحاد السوفيتي على البحر الأسود والبحر الأبيض المتوسط. تم تصميم هذه السفن، في حين أن حجمها في نطاق ناقلات الأسطول الكبيرة، للانتشار بمفردها أو مع مرافقين. بالإضافة إلى دعم الطائرات المقاتلة والمروحيات، فإنها توفر أسلحة دفاعية قوية وصواريخ هجومية ثقيلة تعادل طراد الصواريخ الموجهة.

### حسب التكوين
عادة ما يتم تقسيم حاملات الطائرات اليوم إلى الفئات الأربع التالية بناءً على طريقة إقلاع وهبوط الطائرات:
- حواجز الإقلاع بمساعدة المنجنيق (كاتوبار): تحمل هذه الناقلات عمومًا أكبر وأثقل وأكبر طائرة مدججة بالسلاح، على الرغم من أن ناقلات كاتوبار الأصغر قد يكون لها قيود أخرى (سعة وزن مصعد الطائرات، وما إلى ذلك). تعمل جميع ناقلات كاتوبار العاملة اليوم بالطاقة النووية. تقوم دولتان حاليًا بتشغيل ناقلات من هذا النوع: عشر ناقلات من فئة نيميتز وواحدة من فئة جيرالد أر. فورد من الولايات المتحدة، وناقلة واحدة متوسطة الحجم من فرنسا، ليصبح المجموع العالمي اثني عشر في الخدمة.
- الاسترداد قصير المدى لحاجز الإقلاع (ستوبار): تقتصر هذه الناقلات عمومًا على حمل طائرات أخف وزناً ذات أجنحة ثابتة ذات حمولات محدودة أكثر. أجنحة ستوبار الناقل الجوي، مثل سوخوي سو 33 وميكويان ميج 29K، وكانت حاملة الاميرال كوزنيتسوف الروسية في كثير من الأحيان موجهة في المقام الأول نحو التفوق الجوي والأدوار الدفاعية أسطول بدلا من المهام الإضراب / السلطة الإسقاط، والتي تتطلب حمولات أثقل (القنابل وصواريخ جو - أرض). تشغل الصين اليوم ناقلتي ستوبار، وتشغل كل من الهند وروسيا ناقل واحد من هذا النوع - ما مجموعه أربع في الخدمة حاليًا.
- هبوط عمودي قصير الإقلاع (ستوفل): يقتصر على حمل طائرات سوفل. تتميز طائرات ستوفل، مثل عائلة هارير جامب جيت وياكوفليف ياك-38، بحمولات محدودة وأداء أقل واستهلاكًا عاليًا للوقود عند مقارنتها بالطائرات التقليدية ذات الأجنحة الثابتة؛ ومع ذلك، فإن جيلًا جديدًا من طائرات ستوفل، التي تتكون حاليًا من F-35B، قد تحسنت كثيرًا في الأداء. الولايات المتحدة لديها تسع سفن هجومية برمائية ستوفل. تمتلك المملكة المتحدة فئة من اثنتين من حاملات الطائرات التي تزن 65000 طن  حاملات الطائرات ستوفل، وهما ايش أم أس الملكة إليزابيث وايش أم أس أمير والز، أكبر السفن الحربية التي تم بناؤها على الإطلاق للبحرية الملكية. مع أحدهما في الخدمة والآخر يستعد لدخول الخدمة. تشغل إيطاليا اثنين في دور الأسطول الخفيف، وتشغل إسبانيا سفينة هجومية برمائية واحدة كحاملة طائرات ستوفل، مما يعطي إجمالي 14 ناقلة ستوفل في الخدمة الفعلية؛ (تايلاند لديها حاملة طائرات ستوفل نشطة ولكن لم يعد لديها أي طائرة ستوفل عاملة في المخزون لذلك يتم استخدامها وحسابها كحاملة طائرات هليكوبتر).
- حاملة طائرات الهليكوبتر : تمتلك حاملات الطائرات المروحية مظهرًا مشابهًا لحاملات الطائرات الأخرى ولكنها تعمل فقط المروحيات - تلك التي تشغل المروحيات بشكل أساسي ولكن يمكنها أيضًا تشغيل الطائرات ذات الأجنحة الثابتة تُعرف باسم ناقلات ستوفل (انظر أعلاه). يوجد حاليًا أربع عشرة حاملة طائرات هليكوبتر (تعمل فقط طائرات هليكوبتر وليست طائرات ثابتة الجناحين)، تديرها سبعة أساطيل بحرية، في الخدمة اليوم. اليابان لديها أربعة من هذا النوع، وفرنسا ثلاثة، وأستراليا اثنان، ومصر اثنان، وكوريا الجنوبية، وتايلاند، والبرازيل لديها واحد لكل منهما. في الماضي، تم تحويل بعض الناقلات التقليدية وأطلق عليها اسم ناقلات الكوماندوز من قبل البحرية الملكية. تصنف بعض حاملات طائرات الهليكوبتر، ولكن ليس كلها، على أنها سفن هجومية برمائية، مهمتها إنزال ودعم القوات البرية على أراضي العدو.

### حسب الحجم
- حاملة الأسطول
- حاملة طائرات خفيفة
- الناقل مرافقة

### سوبركارير
ملحوظة: لا ينبغي الخلط بينه وبين سوبركاريير (مسلسل تلفزيوني).
التسمية «سوبر كاريير» ليست تسمية رسمية لأي بحرية وطنية، ولكنها مصطلح يستخدم في الغالب من قبل وسائل الإعلام وعادة عند الإبلاغ عن أنواع حاملات الطائرات الجديدة والقادمة. يتم استخدامه أيضًا عند مقارنة شركات النقل ذات الأحجام والقدرات المختلفة، الحالية والسابقة. تم استخدامه لأول مرة من قبل صحيفة نيويورك تايمز في عام 1938،  في مقال عن البحرية الملكية ايش أم أس ارك رويال، التي يبلغ طولها 209 أمتار (686 قدمًا)، إزاحة 22000 طن وتم تصميمها لحمل 72 طائرة.  منذ ذلك الحين، نمت حاملات الطائرات باستمرار في الحجم، من حيث الطول والإزاحة، وكذلك تحسين القدرات ؛ في الدفاع، وأجهزة الاستشعار، والحرب الإلكترونية، والدفع، والمدى، وأنظمة الإطلاق والاسترداد، وعدد وأنواع الطائرات المحمولة، وعدد الطلعات الجوية التي يتم إجراؤها يوميًا.
في حين أن الفئات الحالية في الخدمة أو المخطط لها مع القوات البحرية للصين والهند وروسيا والمملكة المتحدة، مع نزوح يتراوح من 65000  إلى 85000 طن،  أطوال تتراوح من 280 مترًا (920 قدمًا)  إلى 320 مترًا (1,050 قدمًا)  وقدرات متفاوتة، تم وصفها بأنها «ناقلات فائقة»؛  أكبر «ناقلات خارقة» في الخدمة اعتبارًا من عام 2021 مع البحرية الأمريكية،  مع نزوح يتجاوز 100000 طن،  أطوالًا تزيد عن 337 مترًا (1106 قدمًا)،  وإمكانيات تطابق أو تتجاوز ذلك من أي فئة أخرى.

### رموز تعريف نوع الهيكل
تم استخدام العديد من أنظمة رمز التعريف لحاملات الطائرات وأنواع السفن ذات الصلة. تتضمن هذه الأرقام الراية المستخدمة من قبل البحرية الملكية ودول الكومنولث وأوروبا، إلى جانب رموز تصنيف البدنالمستخدمة من قبل الولايات المتحدة وكندا.
| رمز          | تعيين                                                        |
| ------------ | ------------------------------------------------------------ |
| سي في        | حاملة طائرات عامة                                            |
| سي في أي     | حاملة الهجوم                                                 |
| سي في بي     | حاملة طائرات كبيرة (متقاعد)                                  |
| سي أف أي أن  | حاملة هجوم تعمل بالطاقة النووية                              |
| سي في إي     | مرافقة الكاريير                                              |
| سي في جي     | طراد سطح الطيران (مقترح)                                     |
| سي في ايش أي | حاملة طائرات هليكوبتر هجومية (متقاعد)                        |
| سي في ايش إي | حاملة طائرات وهليكوبتر ومرافقة (متقاعد)                      |
| سي في في     | حاملة الطائرات (متوسطة) (مقترح)                              |
| سي في أل     | حاملة طائرات خفيفة                                           |
| سي في أن     | حاملة طائرات تعمل بالطاقة النووية                            |
| سي في أس     | حاملة طاىراتللحرب مضادة للغواصات                             |
| سي في تي     | حاملة طائرات التدريب                                         |
| أل ايش أي    | هبوط طائرة الهليكوبتر، نوع من السفن الهجومية البرمائية       |
| أل ايش دي    | هبوط طائرات الهليكوبتر، نوع من السفن الهجومية البرمائية      |
| ال بي ايش    | منصة هبوط طائرات الهليكوبتر، نوع من السفن الهجومية البرمائية |

## قائمة حاملات الطائرات حسب الدولة
| الدولة           | الإجمالي | في الخدمة | خارج الخدمة | يتم بنائها | احتياطي |
| ---------------- | -------- | --------- | ----------- | ---------- | ------- |
| الولايات المتحدة | 67       | 11        | 55          | 1          | 0       |
| المملكة المتحدة  | 45       | 2         | 40          | 2          | 1       |
| اليابان          | 32       | 0         | 30          | 2          | 0       |
| فرنسا            | 8        | 1         | 7           | 0          | 0       |
| روسيا            | 7        | 1         | 6           | 0          | 0       |
| إيطاليا          | 4        | 2         | 2           | 0          | 0       |
| إسبانيا          | 4        | 2         | 2           | 0          | 0       |
| الهند            | 4        | 1         | 1           | 2          | 0       |
| كندا             | 5        | 0         | 5           | 0          | 0       |
| أستراليا         | 5        | 0         | 3           | 2          | 0       |
| الصين            | 4        | 2         | 2           | 1          | 0       |
| البرازيل         | 2        | 1         | 1           | 0          | 0       |
| ألمانيا          | 3        | 0         | 3           | 0          | 0       |
| الأرجنتين        | 2        | 0         | 2           | 0          | 0       |
| هولندا           | 2        | 0         | 2           | 0          | 0       |
| تايلاند          | 1        | 1         | 0           | 0          | 0       |
| مصر              | 2        | 2         | 0           | 0          | 0       |
| أوكرانيا         | 1        | 0         | 1           | 0          | 0       |
| الجزائر          | 2        | 0         | 2           | 0          | 0       |
| المجر            | 2        | 1         | 1           | 0          | 0       |
| تركيا            | 1        | 0         | 0           | 1          | 0       |

## وصف

### بناء
الناقلات عبارة عن سفن كبيرة وطويلة، على الرغم من وجود درجة عالية من الاختلاف اعتمادًا على دورها المقصود وتكملة الطائرات. اختلف حجم الناقل على مر التاريخ وبين القوات البحرية، لتلبية الأدوار المختلفة التي تطلبها المناخات العالمية من الطيران البحري.
بغض النظر عن الحجم، يجب أن تحتوي السفينة نفسها على طائراتها، مع مساحة لإطلاقها وتخزينها وصيانتها. الفضاء مطلوب أيضًا للطاقم الكبير والإمدادات (الغذاء والذخيرة والوقود والأجزاء الهندسية) والدفع.تتميز حاملات الطائرات الأمريكية بامتلاكها مفاعلات نووية لتشغيل أنظمتها ودفعها. هذا يجعل الحامل طويل القامة بشكل معقول.
الجزء العلوي من الناقل هو سطح الطيران، حيث يتم إطلاق الطائرات واستعادتها. على الجانب الأيمن من هذا توجد الجزيرة، حيث يوجد مسار التحويل ومراقبة الحركة الجوية والجسر.
تؤثر قيود إنشاء سطح طيران على دور ناقل معين بشدة، حيث إنها تؤثر على وزن ونوع وتكوين الطائرة التي يمكن إطلاقها. على سبيل المثال، تُستخدم آليات الإطلاق المساعد بشكل أساسي للطائرات الثقيلة، وخاصة تلك المحملة بأسلحة جو-أرض. يتم استخدام كاتوبار بشكل شائع في ناقلات أسطول يو أس أن لأنها تتيح نشر الطائرات الثقيلة ذات الأحمال الكاملة، خاصة في مهام الهجوم الأرضي. تستخدم القوات البحرية الأخرى ستوفل لأنها أرخص في التشغيل ولا تزال توفر قدرة نشر جيدة للطائرات المقاتلة.
أول حاملة تهبط وتقلع من طائرة نفاثة: هبط إريك «وينكل» براون على ايش أم سي أوشن في عام 1945
نظرًا للطبيعة المزدحمة لمنصة الطيران، قد تكون 20 طائرة فقط أو نحو ذلك على متنها في وقت واحد. يتم تخزين حظيرة الطائرات بعدة طوابق أسفل سطح الطائرة حيث يتم الاحتفاظ بمعظم الطائرات، ويتم نقل الطائرات من طوابق التخزين السفلية إلى سطح الطيران من خلال استخدام المصعد. عادة ما تكون الحظيرة كبيرة جدًا ويمكن أن تشغل عدة أسطح من المساحة الرأسية.
عادة ما يتم تخزين الذخائر في الطوابق السفلية لأنها شديدة الانفجار. عادة ما يكون هذا تحت خط المياه بحيث يمكن أن تغمر المنطقة في حالة الطوارئ.

### طاقم قيادة الطائرة
كما «مدارج في البحر»، حاملات الطائرات لديها أعلى شقة سطح الطيران، التي تطلق وتستقبل الطائرات. تنطلق الطائرة إلى الأمام، في اتجاه الريح، ويتم استردادها من المؤخرة. سطح الطيران هو المكان الذي توجد فيه الاختلافات الملحوظة بين الناقل والمدرج الأرضي. يفرض إنشاء مثل هذا السطح في البحر قيودًا على الناقل. على سبيل المثال، حقيقة أنها سفينة تعني أن إنشاء مدرج بطول كامل وصيانته سيكون مكلفًا. يؤثر هذا على إجراء الإقلاع، حيث يتطلب طول المدرج الأقصر للسطح أن تتسارع الطائرة بسرعة أكبر لزيادة قوة الرفع. يتطلب هذا إما دفعة دفع، أو مكونًا رأسيًا لسرعته، أو حمل إقلاع منخفض (لكتلة أقل). تؤثر الأنواع المختلفة لتكوين سطح السفينة، كما هو مذكور أعلاه، على هيكل سطح الطائرة. يرتبط شكل المساعدة في الإطلاق التي تقدمها شركة النقل ارتباطًا وثيقًا بأنواع الطائرات التي تم إطلاقها وتصميم الناقل نفسه.
هناك فلسفتان رئيسيتان من أجل الحفاظ على سطح السفينة قصيرًا: إضافة قوة دفع إلى الطائرة، مثل استخدام اقلاع المنجنيق المساعد (CATO)؛ وتغيير اتجاه دفع الطائرات، كما هو الحال في الإقلاع الرأسي و / أو الإقلاع القصير (V / STO-). كل طريقة لها مزايا وعيوب خاصة بها:
- اقلاع المنجنيق المساعد (كاتوبار): يتم توصيل المنجنيق الذي يعمل بالطاقة البخارية أو الكهربائية بالطائرة، ويتم استخدامه لتسريع الطائرات التقليدية إلى سرعة طيران آمنة. بحلول نهاية ضربة المنجنيق، تكون الطائرة محمولة جواً ويتم توفير مزيد من الدفع بواسطة محركاتها الخاصة. هذه هي الطريقة الأكثر تكلفة لأنها تتطلب تركيب آلات معقدة تحت سطح الطائرة، ولكنها تسمح حتى للطائرات المحملة بشكل كبير بالإقلاع.
- يعتمد الإقلاع القصير ولكن الاسترداد الموقوف (ستوبار) على زيادة صافي الرفع على الطائرة. لا تحتاج الطائرات إلى مساعدة المنجنيق للإقلاع ؛ بدلاً من ذلك، يتم توفير ناقل تصاعدي في جميع السفن تقريبًا من هذا النوع من خلال قفزة تزلج في الطرف الأمامي من سطح الطيران، وغالبًا ما يتم دمجها مع توجيه الدفع بواسطة الطائرة. بدلاً من ذلك، من خلال تقليل الوقود وحمل السلاح، يمكن للطائرة الوصول إلى سرعات أعلى وتوليد المزيد من الرفع والإطلاق لأعلى بدون قفزة تزلج أو منجنيق.
- الهبوط العمودي للإقلاع القصير (ستوفل): في حاملات الطائرات، يتم إنجاز الإقلاع القصير بدون استخدام المنجنيق وذات الأجنحة الثابتة باستخدام توجيه الدفع، والذي يمكن استخدامه أيضًا مع مدرج «القفز على الجليد». يميل استخدام ستوفل إلى السماح للطائرات بحمل حمولة أكبر مقارنةً باستخدام فتول (vtol)، بينما لا يتطلب سوى مدرج قصير. أشهر الأمثلة هي هوكر سيدلي هارير وسيي هارير. على الرغم من أنها طائرات فتول من الناحية الفنية، إلا أنها من الناحية التشغيلية طائرات ستوفل بسبب الوزن الزائد الذي يتم حمله عند الإقلاع للوقود والأسلحة. وينطبق الشيء نفسه على F-35B لايتينج II، والتي أظهرت قدرة فتول في الرحلات التجريبية ولكنها من الناحية التشغيلية ستوفل.
- الإقلاع والهبوط العمودي (فتول): تم تصميم الطائرات خصيصًا لغرض استخدام درجات عالية جدًا من توجيه الدفع (على سبيل المثال، إذا كانت نسبة الدفع إلى الوزن أكبر من 1، فيمكن أن تقلع عموديًا)، ولكنها عادة ما تكون كذلك أبطأ من الطائرات التقليدية الدفع.

على جانب الاسترداد من سطح الطيران، يتم عكس التكيف مع حمولة الطائرة. لا يمكن للطائرات غير فتول أو التقليدية أن تتباطأ من تلقاء نفسها، ويجب أن يكون لدى جميع شركات النقل التي تستخدمها أنظمة استرداد موقوفة (بار، على سبيل المثال كاتو بار أو ستو بار) لاستعادة طائراتها. الطائرات التي تهبط تمديد تايلهوك أن المصيد على أسلاك الحاجز امتدت عبر سطح السفينة لجلب أنفسهم للتوقف في مسافة قصيرة. أدت الأبحاث التي أجرتها البحرية الملكية بعد الحرب العالمية الثانية حول استرداد أكثر أمانًا من كاتوبار في النهاية إلى اعتماد عالمي لمنطقة هبوط بزاوية خارج المحور للسماح للطائرات التي فاتتها الأسلاك المعلقة بالعودة بأمان إلى الرحلة من أجل محاولة هبوط أخرى بدلاً من الاصطدام بالطائرة على متن الطائرة. سطح السفينة الأمامي.
إذا كانت الطائرات قادرة على فتول أو طائرات الهليكوبتر، فلن تحتاج إلى إبطاء السرعة وبالتالي ليست هناك حاجة. يستخدم نظام الاسترداد الموقوف سطحًا مائلًا منذ الخمسينيات من القرن الماضي لأنه في حالة عدم اصطدام الطائرة بسلك الحاجز، فإن السطح القصير يسمح بإقلاع أسهل عن طريق تقليل عدد الأشياء بين الطائرة ونهاية المدرج. كما أن لديها ميزة فصل منطقة عملية الاسترداد عن منطقة الإطلاق.عادة ما تتعافى المروحيات والطائرات القادرة على الإقلاع والهبوط الرأسي أو القصير (V / STOL) من خلال مواكبة الناقل على جانب الميناء ثم استخدام قدرتها على التحليق للتحرك فوق سطح الطائرة والهبوط عموديًا دون الحاجة إلى الحجز هيأ.

#### عمليات الموظفين والسفينة
تقوم الناقلات بالبخار بسرعة تصل إلى 35 عقدة (65 كم / ساعة ؛ 40 ميل في الساعة) في مهب الريح أثناء عمليات سطح الطائرة لزيادة سرعة الرياح فوق سطح السفينة إلى الحد الأدنى الآمن. توفر هذه الزيادة في سرعة الرياح الفعالة سرعة إطلاق أعلى للطائرات في نهاية ضربة المنجنيق أو قفزة التزحلق، فضلاً عن جعل التعافي أكثر أمانًا عن طريق تقليل الفرق بين السرعات النسبية للطائرة والسفينة.
منذ أوائل الخمسينيات من القرن الماضي على الناقلات التقليدية، كان من المعتاد استعادة الطائرات بزاوية إلى ميناء الخط المحوري للسفينة. وتتمثل الوظيفة الأساسية لهذا السطح المائل في السماح للطائرات التي تفتقد للأسلاك الحاجزة، والتي يشار إليها باسم الترباس، بالتحليق مرة أخرى دون التعرض لخطر الاصطدام بالطائرة المتوقفة إلى الأمام. يسمح السطح المائل بتركيب واحد أو اثنين من مقلاع «الخصر» بالإضافة إلى قطتي القوس. كما يعمل السطح المائل على تحسين مرونة دورة الإطلاق والاسترداد مع خيار الإطلاق المتزامن للطائرة واستعادتها.
تعتمد الطائرات التقليدية («الخطاف الخلفي») على ضابط إشارة الهبوط (LSO، مجاذيف إشارة النداء اللاسلكي) لمراقبة نهج الطائرة، وقياس الانزلاق البصري، والموقف، والسرعة الجوية، وإرسال تلك البيانات إلى الطيار. قبل ظهور السطح المائل في الخمسينيات من القرن الماضي، استخدمت أل أس أو أس المجاذيف الملونة للإشارة إلى التصحيحات للطيار (ومن هنا جاءت التسمية). منذ أواخر الخمسينيات فصاعدًا، قدمت مساعدات الهبوط المرئية مثل نظام الهبوط البصري معلومات عن منحدر الانزلاق المناسب، لكن أل أس أو أس لا تزال تنقل المكالمات الصوتية إلى الطيارين المقتربين عن طريق الراديو.
يشمل الموظفون الرئيسيون المشاركون في سطح الطيران الرماة والمعالج ورئيس الطيران. الرماة هم من الطيارين البحريين أو ضباط الطيران البحريين وهم مسؤولون عن إطلاق الطائرات. يعمل المعالج داخل الجزيرة مباشرة من سطح الطيران وهو مسؤول عن حركة الطائرات قبل الإطلاق وبعد الاسترداد. يشغل «الرئيس الجوي» (عادةً ما يكون قائدًا) الجسر العلوي (التحكم الأساسي في الطيران، ويسمى أيضًا الأساسي أو البرج) ويتحمل المسؤولية الكاملة عن التحكم في الإطلاق والاسترداد و «تلك الطائرات في الهواء بالقرب من السفينة، والحركة عدد الطائرات الموجودة على سطح الطائرة، والتي تشبه في حد ذاتها رقصة باليه جيدة التصميم».  قبطان السفينة يقضي معظم وقته في مستوى واحد أقل من المستوى الابتدائي على جسر الملاحة. يوجد أسفل هذا جسر العلم المخصص للأدميرال وطاقمه.
لتسهيل العمل على سطح حاملة الطائرات الأمريكية، يرتدي البحارة قمصانًا ملونة تحدد مسؤولياتهم. هناك ما لا يقل عن سبعة ألوان مختلفة يرتديها أفراد سطح الطيران للعمليات الجوية الحديثة لحاملة الطائرات التابعة للبحرية الأمريكية. تستخدم عمليات الناقل في الدول الأخرى أنظمة ألوان مماثلة.

#### هياكل سطح السفينة
البنية الفوقية للناقل (مثل الجسر، ووبرج المراقبة الطيران) في منطقة صغيرة نسبيا تسمى جزيرة، وهي ميزة رائدة على ايش أم أس هيرميس في عام 1923. وعلى الرغم من أن الجزيرة عادة ما يبنى على ميمنة جانب من سطح الطيران، حاملات الطائرات اليابانية أكاجي و هيريو كان جزرها بنيت على ميناء الجانب. تم تصميم أو بناء عدد قليل جدًا من الناقلات بدون جزيرة. على سطح السفينة دافق أثبتت التكوين لديها عيوب كبيرة، كان الابتدائي منها إدارة العادم من محطة توليد الكهرباء. كانت الأبخرة القادمة عبر سطح السفينة مشكلة رئيسية في يو أس أس لانجلي. بالإضافة إلى ذلك، فإن عدم وجود جزيرة يعني صعوبات في إدارة سطح الطيران، وأداء مراقبة الحركة الجوية، ونقص أماكن الرادار، ومشاكل في التنقل والتحكم في السفينة نفسها.
هيكل سطح آخر يمكن رؤيته هو منحدر القفز على الجليد في الطرف الأمامي من سطح الطيران. تم تطوير هذا أولاً للمساعدة في إطلاق طائرة ستوفل بأوزان أعلى بكثير مما هو ممكن مع الإقلاع العمودي أو المتدحرج على الأسطح المسطحة. تم تطويره في الأصل من قبل البحرية الملكية، ومنذ ذلك الحين تم اعتماده من قبل العديد من القوات البحرية لناقلات أصغر. يعمل منحدر القفز على الجليد عن طريق تحويل بعض حركات التدحرج الأمامية للطائرة إلى سرعة عمودية وأحيانًا يتم دمجها مع هدف الدفع النفاث جزئيًا إلى الأسفل. هذا يسمح للطائرات المحملة بالوقود والمزودة بالوقود ببضع ثوان ثمينة لتحقيق سرعة هواء كافية ورفع للحفاظ على الرحلة العادية. بدون قفزة تزلج، لن يكون إطلاق طائرة محملة بالكامل ومزودة بالوقود مثل هارير ممكنًا على سفينة سطح مستوية أصغر قبل إما التوقف أو التحطم مباشرة في البحر.
على الرغم من أن طائرة ستوفل قادرة على الإقلاع عموديًا من مكان على سطح السفينة، فإن استخدام المنحدر وبدء التشغيل يعد أكثر كفاءة في استهلاك الوقود ويسمح بوزن إطلاق أثقل. نظرًا لأن المقاليع غير ضرورية، فإن الناقلات بهذا الترتيب تقلل الوزن والتعقيد والمساحة اللازمة للبخار المعقد أو معدات الإطلاق الكهرومغناطيسية. كما تلغي طائرات الهبوط العمودي الحاجة إلى إيقاف الكابلات والأجهزة ذات الصلة. تشتمل شركات الطيران الروسية والصينية والهندية المستقبلية على منحدر للتزلج على الجليد لإطلاق طائرات مقاتلة تقليدية محملة بخفة، ولكنها تتعافى باستخدام كابلات توقيف الناقل التقليدية وخطاف خلفي على طائراتهم.
عيب القفز على الجليد هو العقوبة التي تفرضها على حجم الطائرة، الحمولة، وحمولة الوقود (وبالتالي المدى)؛ لا يمكن للطائرات ذات الحمولة الثقيلة أن تطلق باستخدام قفزة تزلج لأن وزنها العالي يتطلب إما لفة إقلاع أطول مما هو ممكن على سطح حاملة، أو مساعدة من مقلاع أو صاروخ جاتو. على سبيل المثال، لا تستطيع الطائرة الروسية Su-33 إطلاقها إلا من الناقل الأدميرال كوزنتسوف بأقل قدر من التسلح وحمل الوقود. عيب آخر هو العمليات المختلطة على سطح السفينة حيث توجد المروحيات أيضًا، مثل رصيف طائرات الهليكوبتر الأمريكية أو هبوط سفينة هجومية برمائية. لا يتم تضمين قفزة التزلج لأن هذا من شأنه القضاء على منطقة أو أكثر لهبوط طائرات الهليكوبتر ؛ يحد هذا السطح المسطح من تحميل هاريرز ولكن يتم تخفيفه إلى حد ما من خلال بدء التدحرج الأطول الذي يوفره سطح طيران طويل مقارنة بالعديد من ناقلات ستوفل.

## أساطيل وطنية

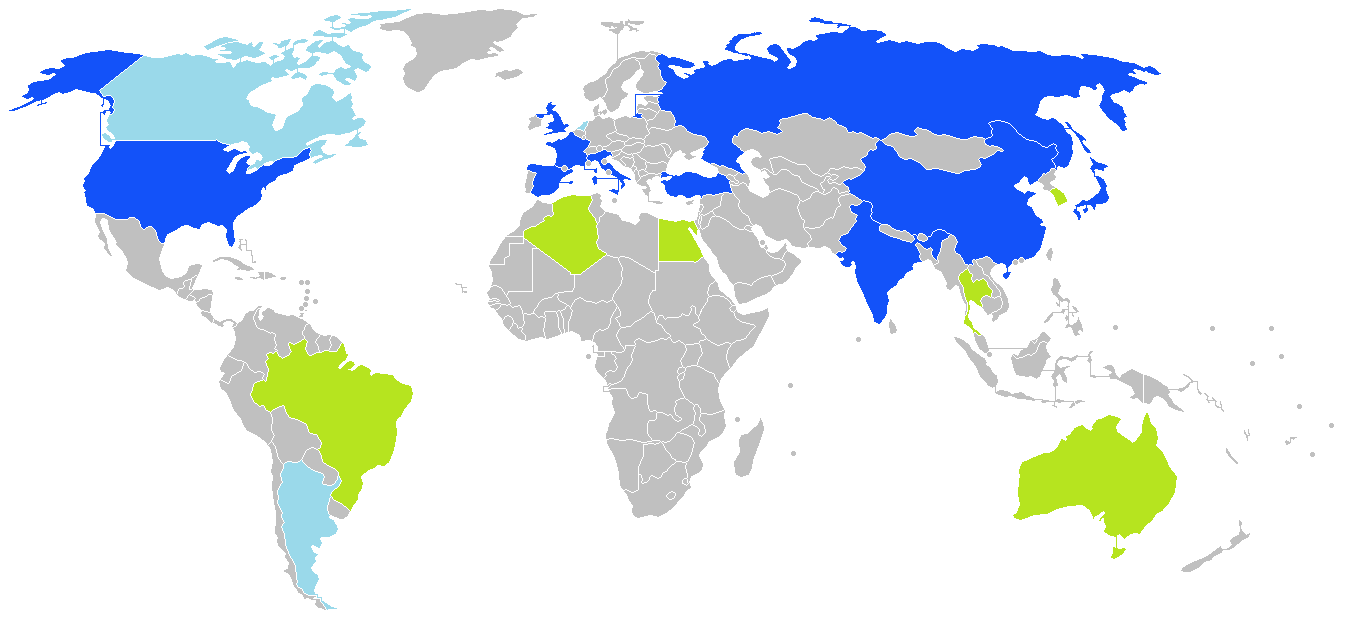
البلدان التي تشغل حاليًا حاملات طائرات ثابتة الجناحين (8)
البلدان التي تعمل حاليًا فقط حاملات طائرات الهليكوبتر (6)
المشغلين التاريخيين لحاملات الطائرات (3)

تمتلك البحرية الأمريكية أكبر أسطول من الناقلات في العالم، ولديها حاليًا 11 ناقلة خارقة في الخدمة. المملكة المتحدة لديها شركتا نقل ستوفل سعة 65000 طن في الخدمة الفعلية. يوجد في الصين شركتا نقل ستوبار في الخدمة. تشغل كل من القوات البحرية في فرنسا والهند وروسيا حاملة أسطول واحدة متوسطة الحجم. تمتلك الولايات المتحدة أيضًا تسع سفن حربية برمائية بحجم مماثل. هناك ثلاث ناقلات خفيفة صغيرة قيد الاستخدام قادرة على تشغيل كل من الطائرات ذات الأجنحة الثابتة والمروحيات، وتشغل إيطاليا اثنتين، وإسبانيا واحدة.
بالإضافة إلى ذلك، هناك أربع عشرة ناقلة صغيرة تشغل فقط طائرات هليكوبتر تخدم أساطيل أستراليا (2) والبرازيل (1) ومصر (2) وفرنسا (3) واليابان (4) وكوريا الجنوبية (1) وتايلاند (1).

### أستراليا
البحرية الملكية الأسترالية تدير اثنين من كانبيرا كلاس لهبوط طائرات الهليكوبتر. فئة السفينتين، القائمة على السفينة الإسبانية خوان كارلوس الأول والتي بناها نافانتيا وبي أي إي سيستيمز استراليا، تمثل أكبر السفن التي تم بناؤها على الإطلاق للبحرية الملكية الأسترالية.
خضعت ايش أم أي أس كانبيرا لتجارب بحرية في أواخر عام 2013 وتم تكليفها في عام 2014. تم تشغيل السفينة الشقيقة، ايش أم أي أس  أدليد، في ديسمبر 2015. تحتفظ السفن الأسترالية بمنحدر التزلج من تصميم جوان كارلوس I، على الرغم من أر أي أن لم تستحوذ على الناقل- طائرات ثابتة الجناحين.

### البرازيل
في ديسمبر 2017، أكدت البحرية البرازيلية شراء ايش أم أس أوشن مقابل 84.6 مليون جنيه إسترليني (ما يعادل 359.5 مليون ريال برازيلي و 113.2 مليون دولار أمريكي) وأعادت تسميتها بـ أتلانتيكو. تم سحب السفينة من الخدمة البحرية الملكية في مارس 2018، كلفت البحرية البرازيلية الناقل في 29 يونيو 2018 في المملكة المتحدة. بعد إجراء فترة صيانة في المملكة المتحدة، كان من المتوقع أن يسافر إلى مينائها الأصلي، أرسنال دو ريو دي جانيرو (AMRJ) ويعمل بكامل طاقته بحلول عام 2020.
تشتمل حزمة حاملة طائرات الهليكوبتر للبرازيل على رادار بحث ثلاثي الأبعاد، ونظام رادار للمراقبة السطحية كيو أش1007، وأربعة أنظمة أسلحة عن بُعد DS30M أم كيو 2 مقاس 30 ملم وأربعة مركبات هبوط أم كيو 5B. تمت إزالة أنظمة الأسلحة الثلاثة الأصلية من طراز أم كيو 15 بلوك 1B فالانكس، وأنظمة الدفاع الطوربيد، والمدافع الرشاشة 7.62 ملم M134 من السفينة قبل نقلها إلى البرازيل.تزيح السفينة 21578 طنًا ويبلغ طولها 203.43 مترًا (667.4 قدمًا) ويبلغ مداها 8000 ميل بحري (9200 ميل ؛ 15000 كم).
سيخضع اتلانتيكو للتدريب البحري التشغيلي في إطار برنامج التدريب البحري لضابط العلم التابع للبحرية الملكية (FOST).

### الصين
2 حاملات ستوبار:
- لياونينغ بنيت أصلا باسم السوفيتي الاميرال كوزنيتسوف من درجة كاريير فارياج  وتم شراؤها فيما بعد الهيكل في عام 1998 بحجة استخدامها بوصفها العائمة كاسينو، ثم سحبها إلى الصين لإعادة بناء وإنجاز.  تم تكليف لياونينغ في 25 سبتمبر 2012 وبدأت الخدمة للاختبار والتدريب.  في 24 أو 25 نوفمبر 2012، أطلقت لياونينغ بنجاح واستعادت عدة طائرات مقاتلة من طراز شينيانح جاي -15.  بعد أنأكملت لياونينغ التجديد في يناير 2019، تم تعيينها في أسطول بحر الشمال، وهو تغيير عن دورها السابق كناقلة تدريب.
- تم إطلاق شاندونج في 26 أبريل 2017. إنها أول من تم بناؤه محليًا، بتصميم محسّن من فئة كوزنيتسوف. بدأت شاندونغ التجارب البحرية في 23 أبريل 2018، ودخلت الخدمة في ديسمبر 2019.

المشاريع المستقبلية
صرح المسؤولون الصينيون أنه يتم بناء ناقلة ثالثة، تُعرف أيضًا باسم كاريير من النوع 003، في حوض بناء شنغهاي جيانغنان. ستكون أول حاملة طائرات صينية تستخدم نظام الإقلاع المنجنيق (كاتوبار).  في مايو 2019، أصدر مركز الدراسات الاستراتيجية والدولية صورًا بالأقمار الصناعية لما قالوا إنه الناقل الثالث قيد الإنشاء في حوض بناء السفن جيانغنان بالقرب من شنغهاي.  كان لدى الصين خطة طويلة الأجل لتشغيل ست حاملات طائرات كبيرة مع ناقلتين لكل أسطول.
تخطط الصين لفئة من 3 سفن هليكوبتر هبوط، من النوع 75. هذه فئة من السفن الهجومية البرمائية قيد الإنشاء من قبل شركة بناء السفن هودونج – زونجهوا. تخضع السفينة الأولى في الفصل لتجارب بحرية والباقيتان قيد الإنشاء.

### مصر
وقعت مصر عقدا مع شركة بناء السفن الفرنسية دي سي أن أس لشراء اثنين ميسترال الدرجة حاملات طائرات هليكوبتر لحوالي 950 مليون يورو. كانت السفينتان في الأصل متجهتين إلى روسيا، لكن فرنسا ألغت الصفقة بسبب التدخل الروسي في أوكرانيا.
في 2 يونيو 2016، استلمت مصر أول حاملتين مروحيتين تم الحصول عليهما في أكتوبر 2015، وهما رصيف هبوط طائرات الهليكوبتر جمال عبد الناصر.أقيم حفل نقل العلم بحضور رؤساء أركان القوات البحرية المصرية والفرنسية ورئيس مجلس الإدارة والرؤساء التنفيذيين لكل من دي سي أن أس وسي تي اكس فرنسا وكبار المسؤولين المصريين والفرنسيين.  في 16 سبتمبر 2016، سلمت DCNS ثاني حاملتي طائرات هليكوبتر، رصيف هبوط المروحيات أنور السادات الذي شارك أيضًا في مناورة عسكرية مشتركة مع البحرية الفرنسية قبل وصوله إلى ميناء الإسكندرية.
مصر حتى الآن هي الدولة الوحيدة في إفريقيا أو الشرق الأوسط التي تمتلك حاملة طائرات هليكوبتر.

### فرنسا
في البحرية الفرنسية تدير شارل ديغول، حاملة 42000 طن طائرات نووية تعمل بالطاقة، كلفت في عام 2001 وهي الرائدة في البحرية الفرنسية.السفينة تحمل تكملة داسو رافال وهوك E-2C الطائرات، EC725 كاراكال و AS532 كوغار طائرات هليكوبتر ل بحث القتال والإنقاذ، وكذلك الالكترونيات الحديثة وأستر الصواريخ. إنها حاملة من نوع كاتوبار تستخدم مقلاعين بخارية بطول 75 مترًا من طراز C13 of3 لإصدار أقصر من نظام المنجنيق المثبت على حاملات فئة نيميتز الأمريكية، ومنجنيق في مقدمة السفينة وواحد عبر الجزء الأمامي من منطقة الهبوط.  بالإضافة إلى ذلك، تدير البحرية الفرنسية ثلاث سفن هجومية برمائية من طراز ميسترال.
المشاريع المستقبلية
في أكتوبر 2018، بدأت وزارة الدفاع الفرنسية دراسة لمدة 18 شهرًا مقابل 40 مليون يورو للاستبدال المستقبلي النهائي لحاملة الطائرات الفرنسية  شارل ديغول بعد عام 2030. في ديسمبر 2020، أعلن الرئيس ماكرون أن بناء الجيل التالي من الناقل تبدأ في حوالي عام 2025 مع التجارب البحرية لتبدأ في حوالي عام 2036. من المخطط أن يكون للناقل إزاحة حوالي 75000 طن وأن تحمل حوالي 32 مقاتلاً من الجيل التالي، واثنين إلى ثلاثة من طراز E-2D أدفينسد هاوكيز وما زال - العدد المحدد للمركبات الجوية الحاملة بدون طيار.

### الهند
لدى الهند ناقلة ستوبار : إي أن أس فيكراماديتيا، 45400 طن، فئة كييف المعدلة. تم شراء شركة النقل من قبل الهند في 20 يناير 2004 بعد سنوات من المفاوضات بسعر نهائي قدره 2.35 مليار دولار. أكملت السفينة بنجاح تجاربها البحرية في يوليو 2013 وتجارب الطيران في سبتمبر 2013. تم تكليفها رسميًا في 16 نوفمبر 2013 في حفل أقيم في سيفيرودفينسك، روسيا.
المشاريع المستقبلية
بدأت الهند في بناء إي أن أس فيكرانت، المعروف أيضًا باسم حاملة الطائرات الأصلية 1 (IAC-1)، وهي حاملة طائرات تبلغ حمولتها 40.000 طن وطولها 260 مترًا (850 قدمًا) في عام 2009. ستشغل شركة النقل الجديدة MiG-29K والطائرة البحرية تيجاس هال جنبًا إلى جنب مع المروحية الهندية الصنع ايش أي أل دهوروف.  سيتم تشغيل السفينة بأربعة محركات توربينية غازية وسيصل مداها إلى 8000 ميل بحري (15000 كيلومتر)، وعلى متنها 160 ضابطًا و 1400 بحارًا و 40 طائرة.  تم إطلاق السفينة في أغسطس 2013 ومن المقرر أن يبدأ تشغيلها في عام 2021.
تم التخطيط لحاملة طائرات ثانية، إي أن أس فيشال، والمعروفة أيضًا باسم حاملة طائرات انديجينوس 2 (IAC-2) مع إزاحة تزيد عن 65000 طن مع نظام كاتوبار لإطلاق واستعادة الطائرات الثقيلة والطائرات المقاتلة بدون طيار. المشروع في مرحلة التصميم اعتبارًا من أبريل 2015.

### إيطاليا
حاملاتان ستوفل:
- حاملة الطائرات الإيطالية  جوزيبي غاريبالدي : 14000 طن حاملة الطائرات الإيطالية ستوفل، تم تشغيلها في عام 1985.
- كافور : 27000 طن ناقلة إيطالية STOVL تم تصميمها وبناؤها بمرافق هجومية برمائية ثانوية، تم تشغيلها في عام 2008.

المشاريع المستقبلية
خطط إيطاليا لتحل محل الشيخوخة حاملة الطائرات غاريبالدي، فضلا عن واحدة من سان جورجيو الدرجة الاحواض هبوط طائرات الهليكوبتر، مع سفينة هجومية برمائية جديدة، الكشف عن اسمه تريست. ستكون السفينة أكبر بكثير من سابقاتها بإزاحة قدرها 33000 طن عند التحميل الكامل. ستحمل تريست الطائرات المقاتلة من فئة F-35B.

### اليابان
4 حاملات طائرات هليكوبتر:
- 2 هيوجا مدمرات المروحية - 19,000 طن (حمولة كاملة) المضادة للغواصات ناقلات حرب مع تعزيز قدرات القيادة والسيطرة والسماح لهم لتكون بمثابة سفن القادة الأسطول.
- 2 ازومو مدمرات المروحية - 820 أقدام طويلة (250 م)، 19,500 طن (27,000 طن حمولة كاملة) حاملة طائرات هليكوبتر ازومو أطلق أغسطس 2013 وبتكليف مارس 2015. وأكبر سفينة عسكرية وقد كان لهذا اليابان منذ الحرب العالمية II.  ازومو ' ق أخت سفينة، كاجا، كلف في عام 2017.

المشاريع المستقبلية
حاملاتان ستوفل:
- في ديسمبر 2018، وافق مجلس الوزراء الياباني على تحويل كل من المدمرات من فئة إيزومو إلى حاملات طائرات لعمليات F-35B ستوفل.  كان تحويل إيزومو قيد التنفيذ اعتبارًا من منتصف عام 2020.  تعديل سفن المرافقة البحرية هو «زيادة المرونة التشغيلية» وتعزيز الدفاع الجوي في المحيط الهادئ،  موقف وزارة الدفاع اليابانية هو «نحن لا ننشئ أجنحة جوية حاملة أو أسراب حاملة جوية» على غرار البحرية الأمريكية. طائرات ستوفل F-35 اليابانية، عند تسليمها، سيتم تشغيلها من قبل قوات الدفاع الذاتي الجوية اليابانية من القواعد البرية ؛ وفقًا للورقة البيضاء الصادرة عن وزارة الدفاع اليابانية لعام 2020، تم اختيار نموذج ستوفل لـ جي أي أس دي أف نظرًا لعدم وجود مدارج طويلة بشكل مناسب لدعم القدرة على التفوق الجوي في جميع المجالات الجوية اليابانية.  طلبت اليابان من يو أس أم سي نشر ستوفل F-35 وطاقمها على متن سفن إيزومو -كلاس «للتعاون والمشورة حول كيفية تشغيل المقاتلة على سطح السفن المعدلة».

### روسيا
ناقلة ستوبار: حاملة الأدميرال فلوتا سوفيتسكوفو سويوزا كوزنتسوف : حاملة طائرات أميرال كوزنتسوف من فئة ستوبار تزن 55 ألف طن. تم إطلاقها في عام 1985 باسم تبليسي، وأعيدت تسميتها وتشغيلها من عام 1995. بدون مقلاع يمكنها إطلاق واستعادة المقاتلات البحرية ذات الوقود الخفيف للدفاع الجوي أو المهام المضادة للسفن ولكن ليس ضربات القصف التقليدية الثقيلة. تم تصنيفها رسميًا على أنها طائرة تحمل طرادًا، وهي فريدة من نوعها في حمل مجموعة طراد ثقيل من الأسلحة الدفاعية وصواريخ هجومية كبيرة من طراز P-700 جرانيت. ستتم إزالة أنظمة P-700 في التجديد القادم لتوسيع مرافق طيرانها في الطوابق السفلية بالإضافة إلى ترقية أنظمتها الدفاعية.
المشاريع المستقبلية
كانت الحكومة الروسية تدرس الاستبدال المحتمل للأدميرال كوزنتسوف لبعض الوقت واعتبرت حاملة الطائرات من فئة شتورم خيارًا محتملاً. ستكون شركة النقل هذه مزيجًا من كاتوبار وستوبار، نظرًا لحقيقة أنها تستخدم كلا نظامي إطلاق الطائرات. ومن المتوقع أن تبلغ تكلفة الناقل ما بين 1.8 مليار دولار و 5.63 مليار دولار.  اعتبارًا من عام 2020، لم تتم الموافقة على المشروع بعد، وبالنظر إلى التكاليف المالية، لم يكن من الواضح ما إذا كان سيتم منحه أولوية على العناصر الأخرى لتحديث البحرية الروسية.
فئة 2 أل ايش دي، تم التخطيط لمشروع 23900 وحدث حفل رسمي لوضع عارضة للمشروع في 20 يوليو 2020.

### كوريا الجنوبية
سفينتان دوكدوالابرمائية الهجومية 18,860 طن كامل سطح السفينة سفينة هجومية برمائية مع المستشفى وظهر بشكل جيد ومرافق لتكون بمثابة الرائد الأسطول.
المشاريع المستقبلية
تعتقد كوريا الجنوبية أن بإمكانها شراء حاملتي طائرات خفيفتين بحلول عام 2036، مما سيساعد في جعل روكن البحرية الزرقاء.  في ديسمبر 2020، تم الانتهاء من تفاصيل برنامج الناقل المخطط لكوريا الجنوبية (ال بي اكس -II). ومن المتوقع أن تحمل سفينة تزن حوالي 40 ألف طن حوالي 20 مقاتلة من طراز إف -35 بي بالإضافة إلى طائرات هليكوبتر هجومية بحرية في المستقبل. من المتوقع دخول الخدمة في أوائل 2030.

### إسبانيا
سفينة خوان كارلوس الأول : 27000 طن، سفينة إسقاط إستراتيجية متعددة الأغراض مصممة خصيصًا ويمكن أن تعمل كسفينة هجومية برمائية وحاملة طائرات.يمتلك خوان كارلوس الأول مرافق كاملة لكلتا الوظيفتين بما في ذلك قفزة تزلج لعمليات ستوفل، وهو مجهز بطائرة هجومية من طراز AV-8B هارير II. أيضًا، سطح البئر، ومنطقة تخزين المركبات التي يمكن استخدامها كمساحة حظيرة إضافية، والتي تم إطلاقها في عام 2008، بتكليف من 30 سبتمبر 2010.

### تايلاند
سفينة دعم طائرات الهليكوبتر البحرية: حاملة طائرات الهليكوبتر ايش تي أم سي شاكري ناروبيت : 11400 طن حاملة ستوفل بناءً على تصميم برانسيب دي أوستورياس الأسباني. تم تشغيله في عام 1997. الجناح المقاتل AV-8S ماتادور / هارير ستوفل، معظمه غير صالح للعمل بحلول عام 1999،  تقاعد من الخدمة دون استبدال في عام 2006.  اعتبارًا من عام 2010، يتم استخدام السفينة لعمليات الهليكوبتر والإغاثة في حالات الكوارث.

### تركيا
المشاريع المستقبلية
تي سي جي أناضولو (L-400) في حوض بناء السفن سيديف في إسطنبول، 9 يناير 2020.
تي سي جي أناضولو (L-400) هي سفينة هجومية برمائية (أل ايش دي) مخططة تزن 24660 طنًا من البحرية التركية ويمكن تهيئتها كحاملة طائرات خفيفة تزن 27.079 طنًا.  بدأ البناء في 30 أبريل 2016 من قبل شركة سيديف لبناء السفن آي أن سي. في حوض بناء السفن الخاص بالشركوبالشركة نبول، ومن المتوقع أن يكتمل بحلول نهاية عام 2020.  يجري حاليًا التخطيط لبناء سفينة شقيقة، تحمل اسم تي سي جي تراقيا، من البحرية التركية.
في عام 2018، بدأت شركة إسداس التركية في بناء حوض السفن كيزيليلما في منطقة بيجا في مقاطعة كاناكالي خصيصًا لبناء نوع جديد من حاملات الطائرات الكبيرة التي يتم تصميمها حاليًا من قبل القوات البحرية التركية. يبلغ طول الحوض الجاف لحوض كيزيليلما لبناء السفن، الذي اكتمل في عام 2020، 370 مترًا وعرضه 70 مترًا.

### المملكة المتحدة
اثنين من 65000 طن الملكة إليزابيث من فئة ستوفل الناقلات التي ستشغل F-35 لايتينج II. ايش أم أس الملكة اليزابيث كلف في ديسمبر 2017  و ايش أم أس أمير ويلز في ديسمبر 2019.
من المتوقع أن تقوم الملكة إليزابيث بأول انتشار تشغيلي لها في عام 2021.  تستطيع كل سفينة من فئة الملكة إليزابيث تشغيل حوالي 40 طائرة خلال عمليات وقت السلم ويُعتقد أنها قادرة على حمل ما يصل إلى 72 طائرة بأقصى طاقتها.  اعتبارًا من نهاية أبريل 2020، تم تسليم 18 طائرة من طراز F-35B إلى البحرية الملكية وسلاح الجو الملكي. تم التخطيط لـ «القدرة التشغيلية الكاملة» للقدرة الهجومية لحاملة الطائرات البريطانية في عام 2023 (سربان أو 24 طائرة تعمل من حاملة واحدة).  الهدف طويل المدى هو القدرة على إجراء مجموعة واسعة من العمليات الجوية ودعم العمليات البرمائية في جميع أنحاء العالم من كلا الناقلتين بحلول عام 2026.  تشكلان الجزء المركزي من مجموعة UK Carrier Strike Group.
المشاريع المستقبلية
حاملة الملكة اليزابيث من المتوقع أن تكون حياة الخدمة لها أكثر من 50 عاما،  وبالتالي ليست هناك دراسات وشيكة على الاستعاضة عنهم.

### الولايات المتحدة الأمريكية
11 حاملات كاتوبار، جميعها تعمل بالطاقة النووية:
- فئة نيميتز : عشر ناقلات أسطول يبلغ وزنها 101000 طن وطولها 333 مترًا، تم تشغيل أولها في عام 1975.يتم تشغيل ناقل فئة نيميتز بواسطة مفاعلين نوويين يوفران البخار لأربعة توربينات بخارية.
- فئة جيرالد فورد، واحدة 100000 طن، 337 متر طويلة (1,106 قدم) أسطول الناقل. دخل حاملات جيرالد ر. فورد إلى الخدمة في عام 2017، مع التخطيط لتسعة أخرى.

9 سفن هجومية برمائية تحمل مركبات ومقاتلات بحرية وطائرات هليكوبتر هجومية ونقل ومراكب إنزال مع مقاتلات ستوفل لـ سي أي أس وسي أي بي:
- فئة أمريكا الهجومية البرمائية : فئة سفن هجومية برمائية يبلغ وزنها 45 ألف طن، على الرغم من أن السفينة الرائدة في هذه الفئة لا تحتوي على سطح جيد. سفينتان في الخدمة من أصل 11 سفينة مخطط لها. يمكن أن يكون للسفن من هذه الفئة مهمة ثانوية كحاملة خفيفة مع 20 AV-8B هارير II، وفي المستقبل طائرة F-35B لايتينج II بعد تفريغ وحدتها الاستكشافية البحرية.
- فئة الزنبور : فئة من ثماني سفن هجومية برمائية تزن 41000 طن، وقد تم استخدام أعضاء هذه الفئة في زمن الحرب في مهمتهم الثانوية كناقلات خفيفة مع 20 إلى 25 AV-8Bs بعد تفريغ وحدتهم البحرية الاستكشافية.

المشاريع المستقبلية
سيتبع الأسطول الأمريكي الحالي من ناقلات فئة نيميتز في الخدمة (وفي بعض الحالات يتم استبداله) بفئة جيرالد.أر.فورد. من المتوقع أن تكون السفن آلية أكثر في محاولة لتقليل مبلغ التمويل المطلوب لصيانة السفن وتشغيلها. الميزات الرئيسية الجديدة هي تنفيذ نظام إطلاق الطائرات الكهرومغناطيسية (إي أم أي أل أس) (الذي يحل محل المقاليع البخارية القديمة) والمركبات الجوية غير المأهولة.
بعد إلغاء تنشيط يو أس أس انتربريز في ديسمبر 2012، كان الأسطول الأمريكي يتألف من 10 ناقلات أسطول، ولكن هذا العدد ارتفع مرة أخرى إلى 11 مع تكليف جيرالد.أر.فورد في يوليو 2017. أوصت اللجنة الفرعية للقوات المسلحة التابعة لمجلس النواب في 24 يوليو 2007، بسبعة أو ثماني شركات نقل جديدة (واحدة كل أربع سنوات). ومع ذلك، فقد عمقت النقاش حول الميزانية ل12-14500000000 $ (زائد 12 مليار $ للتنمية والبحوث) لل100،000 طن جيرالد فورد الناقل من الدرجة (خدمة يقدر 2017) مقارنة مع أقل من 2 مليار $ 45,000 طن أمريكا -سفن هجومية برمائية من الدرجة القادرة على نشر أسراب من طراز F-35Bs.الأول من هذه الفئة، يو إس إس  أمريكا (أل ايش أي)، هو الآن في الخدمة الفعلية مع يو إس إس  طرابلس الأخرى، ومن المقرر أن يتم التخطيط لتسعة أخرى.
في تقرير للكونغرس في فبراير 2018، صرحت البحرية أنها تعتزم الحفاظ على «قوة 12 سي في أن» كجزء من خطة الاستحواذ التي تبلغ 30 عامًا.

## اقرأ أيضًا
- سفينة سياحية
- سفينة حاويات
- سفن مجموعة أوليمبيك
- ناقلة تموين روبرت بيري